# Історія Солотвина

Герб Яблоновських

Солотвин належить до найдавніших поселень Прикарпаття. Вперше згадується під назвою Краснополь у Галицькому літописі XII століття. Населення Краснополя в XII—XIV століттях займалося переважно випасом худоби. Багато селян вже тоді становили групу халупників або хатинників, які, крім хати, мали невеличкі клаптики землі.
В другій половині XIV століття Солотвин захопили польські феодали, гніт яких не раз змушував піднімалися селян на боротьбу з поневолювачами. Особливо посилився антифеодальний рух під час визвольної війни українського народу проти польської шляхти 1648—1654 років. 28 серпня 1648 року селяни Краснополя і навколишніх сіл, очолювані Грицьком Шведом, напали на Солотвинський замок, вбили його власника Марціна (Мартина) Яблоновського, замок частково зруйнували, майно поділили між селянами-повстанцями. Шляхта жорстоко розправлялася з учасниками антифеодального руху: каральні шляхетські загони тероризували населення, руйнували і грабували оселі. 1675 року панцирна корогва вилучила із Солотвинського староства «понад встановлений податок» у сумі 4 460 злотих.
Культурний розвиток середньовічного Солотвина проявлявся, головним чином, у будівництві церков і пов'язаних з ними освітніх закладів. У 1600 році тут споруджено церкву, яку 1676 року зруйнували татари. При ній була бібліотека з старовинними церковними книгами, працював хор дітей і хор дорослих. 1677 року в місті збудований невеличкий костьол, який згодом розширили.

## XVIII століття

Герб Солотвина

Починаючи з другої половини XVIII століття в Солотвині розвивають різні промисли: ткацтво, шевство, столярство, кушнірство, ковальство, малярство. Найприбутковішим на той час вважався видобуток солі: за ревізійним актом від 1765 року доход солеварень Краснополя становив 5 117 злотих 17 грошів. Сіль вивозили ріками Бистрицею і Дністром до Галича, а звідти по всій Польщі і навіть за кордон. Крім солі, торгували також медом, шкірою й деревиною.
Розвиток соляного промислу став навіть причиною зміни назви цього населеного пункту — в другій половині XVI століття магнати Яблоновські нарекли його — Солотвино. Але в багатьох історичних і урядових документах певний час зберігалася подвійна назва: «Краснополе, або Солотвин». Її було відбито в печатці міста, якою користувалися у XVIII і навіть на початку XIX століття. Про соляний промисел нагадував також і старовинний герб містечка, опис якого зберігся в документах львівського архівіста й краєзнавця межі XIX—XX ст. Ф.Ковалишина: на блакитному щиті — 3 срібні голівки (топки) солі, під якими — 2 золоті бочки.
Староста Павел Бенуа в 1740 році збільшив дотацію місцевої парафії католицької церкви, за його сприяння було збудовано дерев'яний костел Непорочного Зачаття ПДМ.
Багато жителів Солотвина брали активну участь в опришківському русі. 1744 року Олекса Довбуш підійшов зі своїм загоном до Солотвина і звідси підготував напад на Богородчани. Місцева влада й поміщики побоювалися опришків. Поміщиця Софія Яблоновська ще в 1739 році для придушення їх руху відрядила загін жовнірів.
Міська влада Солотвина в 1744 році заборонила лихварям зводити будинки біля ратуші, щоб легше було помітити опришків, які наступатимуть.
З 1779 року Солотвин став власністю австрійської державної казни. До Солотвинського казенного маєтку (42 503 морги землі), входило тоді містечко Солотвин, одне передмістя (Заріччя) та 20 сіл.

## XIX століття
Розвиток промисловості й торгівлі вимагав деякого розвитку освіти. Початкову школу в Солотвині було відкрито у 1804 році. Усі витрати, що стосувалися освіти, здійснювалися коштом жителів Солотвина. Починаючи з 24 вересня 1839 року, для вчителя громада визначила натуральну оплату.
1831 року в Солотвині і його околицях померло від епідемії холери 172 жителі.
За адміністративним поділом 1867 р. Солотвин вважався містечком Богородчанського повіту Королівства Галичини та Володимирії.

## XX століття

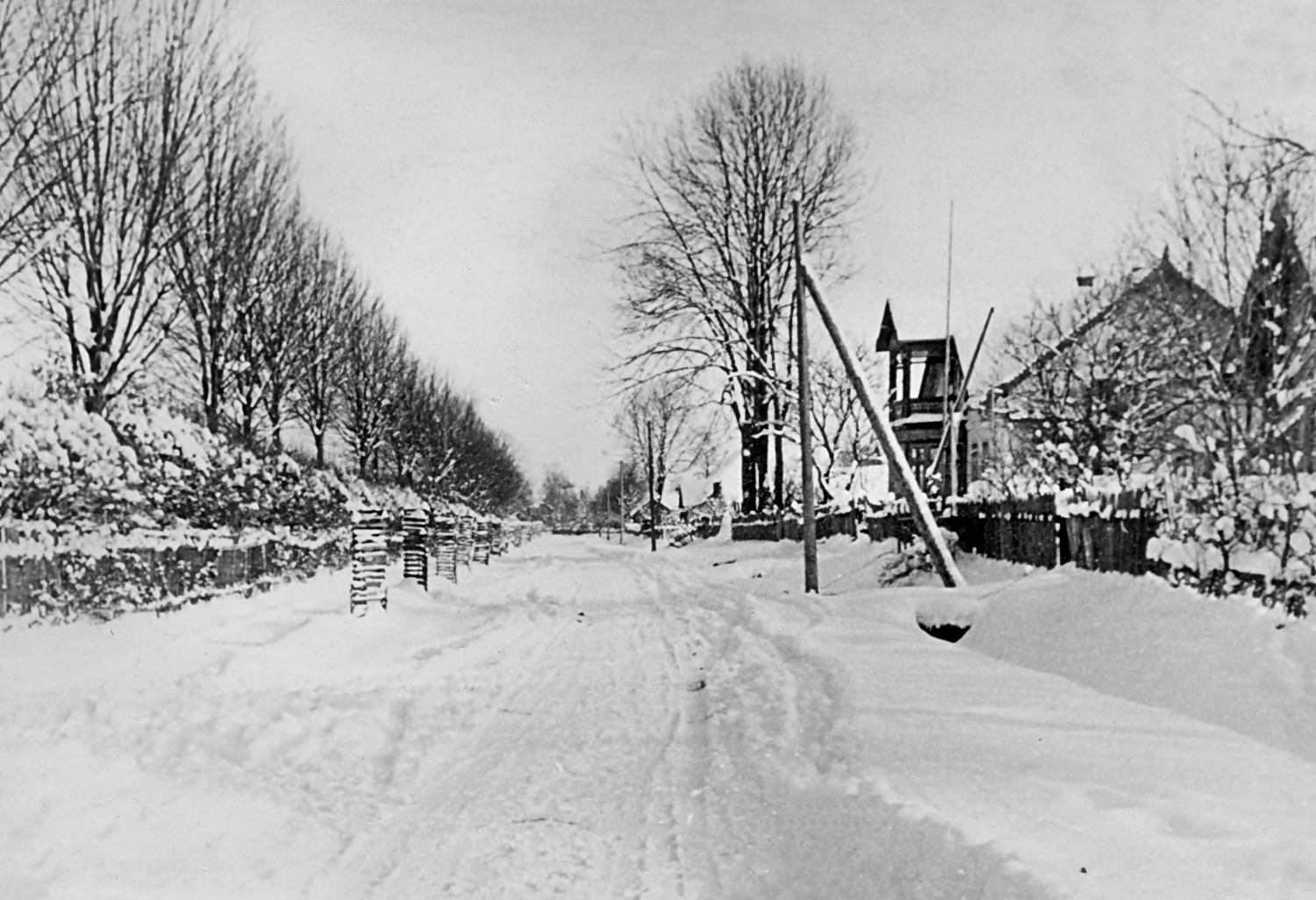
вул. Легіонів у зимовий період (1936 рік)

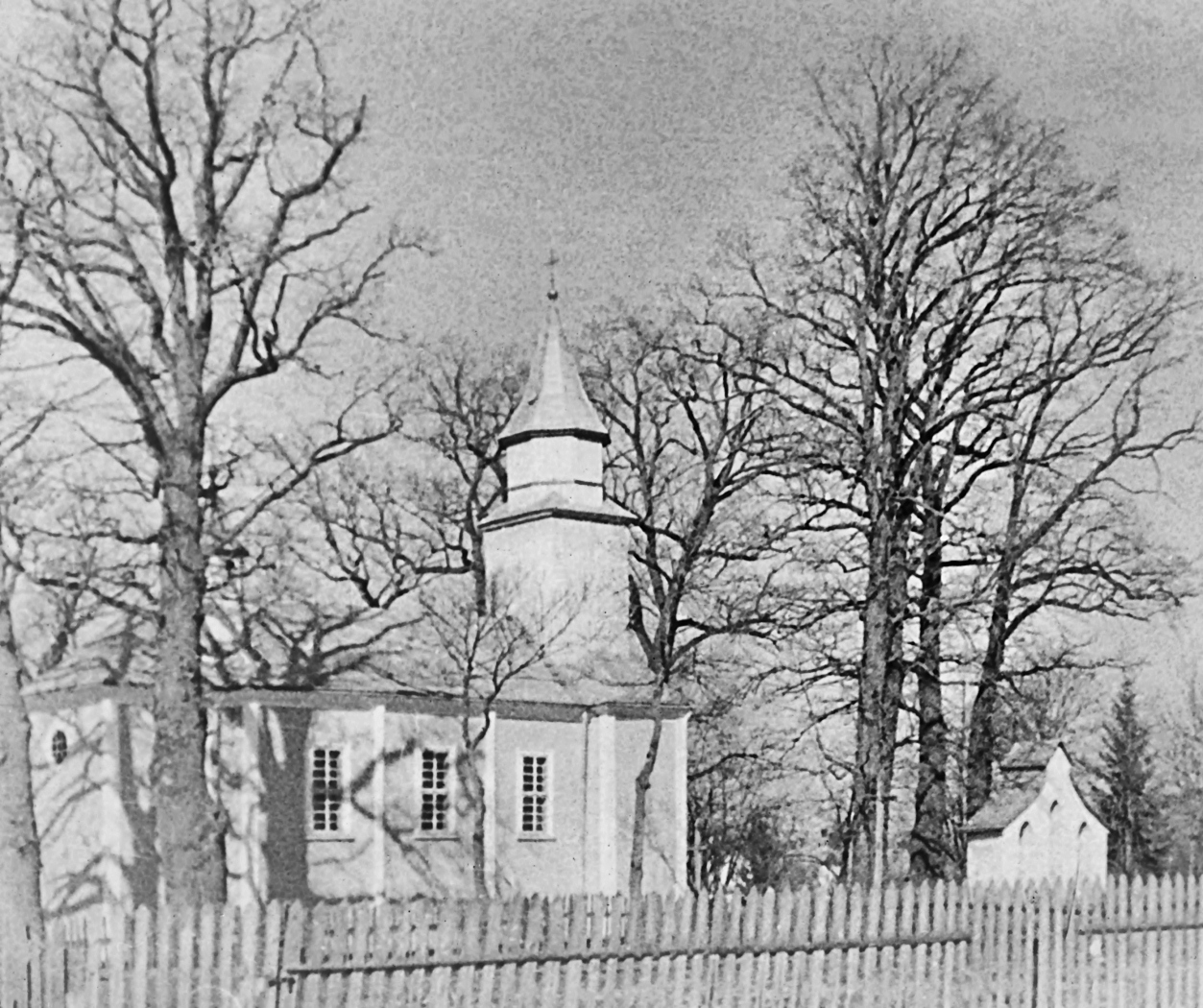
Католицька церква (1936 рік)

Починаючи з 1906–1907 років, у Солотвині відбувалися мітинги, збори робітників і селян. Учасники зборів вимагали запровадження загального, рівного й таємного виборчого права, поліпшення умов праці на промислових підприємствах і в державному маєтку. Серед організаторів таких зборів часто були студенти Львівського університету Іван Сіяк, О.Охримович, житель Солотвина І. С. Купчак. Коли почалася Перша світова війна, місцева влада вдалась до репресій проти представників солотвинської передової громадськості. Тоді було заарештовано понад 30 чоловік, ув'язнили І. С. Купчака, П. О. Семанюка, К. О. Процюка та інших. Їх вивезли до концтаборів Талергофа, Лінца. Деякі з них, повернувшись після війни додому, довго носили емблему концтабору — терновий вінок з написом «Талергоф».
Під час першої світової війни у районі Солотвина відбувалися бої між військами російської та австро-угорської армій.
З листопада 1918 року місто Солотвин в складі Богородчанського повіту Західноукраїнської Народної Республіки.
Після поразки Перших визвольних змагань Солотвин опинився під владою Польщі.
На 01.01.1939 в Солотвині проживало 3250 мешканців, з них 1990 українців-грекокатоликів, 20 українців-римокатоликів, 320 поляків, 870 євреїв і 50 німців, а в передмісті Заріччя проживало 1470 мешканців, з них 1290 українців-грекокатоликів, 20 українців-римокатоликів, 40 поляків, 110 євреїв і 10 німців.
22 вересня 1939 року до Солотвина вступили частини Червоної Армії.
1940 року Солотвин з міста став селищем міського типу.
На початку липня 1941 в Солотвин увійшли німецькі війська.
Під час війни через селище проходили ковпаківці. 19 липня 1943 року тут стався бій, в якому партизани знищили групу німців.
25 липня 1944 року частини Червоної Армії вибили німців із Солотвина.
До кінця 1944 року почали працювати лісопильний завод, промкомбінат, шевські та кравецькі майстерні. Особлива увага надавалася реконструкції цегельного заводу.
Широко розгорнулося й культурне будівництво. В цьому ж 1944 році запрацювали кінотеатр, клуб, середня школа. Почала виходити районна газета. Силами громадськості у 1945 році збудовано стадіон, закладено парк, очищено від руїн селище.
У ніч на 25 листопада 1944 р. сотня сотенного «Іскри» чисельністю близько 200 осіб наскочила на Солотвинський РВ НКВС. Партизани оточили квартиру начальника РВ НКВС Мамоненка та його заступника по міліції Рябова, підпалили будинок, в результаті згоріли: Мамоненко, його дружина, троє дітей і Рябов. Співробітники РВ НКВС, які перебували в будинку, зав'язали перестрілку з партизанами, яка тривала три з половиною години. Винищувальний батальйон з 90 осіб розбігся. В результаті наскоку звільнили з КПЗ РВ НКВС 22 арештантів і зникли. Для переслідування була вислана військова група, яка, наздогнавши сотню в районі села Майдан Солотвинського району, зав'язала бій, у якому було вбито 66 партизанів. Серед убитих хибно опізнали труп як сотенного «Іскри».

## Учасники визвольної боротьби ОУН та УПА

### Захоплені та засуджені за участь в визвольній боротьбі[5]
- АНДРЕЙЧУК Йосип Степанович, 1932 р. н., с-ще Солотвин Богородчанського району, українець, освіта неповна середня. Проживав у с-щі Солотвин, шофер ВРП Дзвиняцького рудоуправління. Заарештований 16.10.1950. Звинувачення: розклеював націоналістичні листівки. Військовим трибуналом військ МВС Станіславської області 02.02.1951 засуджений на 25 років позбавлення волі та 5 років пораження в правах. Реабілітований 28.11.1991.

- БЕНЮК Ганна Дмитрівна, 1923 р. н., с-ще Солотвин Богородчанського району, українка, освіта початкова. Проживала нелеґально. Заарештована 21.11.1945. Звинувачення: зв’язкова станичної ОУН, готувала їжу, шила білизну воякам УПА. Військовим трибуналом військ МВС Станіславської області 20.04.1946 засуджена на 10 років позбавлення волі із конфіскацією майна. Реабілітована 27.12.1991.

- БОГОСЛАВЕЦЬ Ганна Іванівна, 1928 р. н.,  с-ще Солотвин Богородчанського району, українка, освіта неповна середня. Проживала в с-щі Солотвин, селянка. Заарештована 20.07.1947. Звинувачення: член ОУН, псевдо — Зоря, станична жіночої сітки ОУН. Військовим трибуналом військ  МВС Станіславської області 14.10.1947 засуджена на 10 років позбавлення волі та 3 роки пораження в правах із конфіскацією майна. Реабілітована 04.08.1992.
- БОГОСЛАВЕЦЬ Марія Василівна, 1930 р. н.,  с-ще Солотвин Богородчанського району, українка, освіта початкова. Проживала в с. Колодіївка Тисменицького району, селянка. Заарештована 15.02.1949. Звинувачення: заготовляла продукти для УПА. Особливою нарадою при МВС СРСР 07.09.1949 засуджена на 10 років позбавлення волі. Реабілітована 08.06.1956.
- БОГОСЛАВЕЦЬ Микола Іванович, 1914 р. н., с-ще Солотвин Богородчанського району, українець, освіта початкова. Проживав нелеґально. Заарештований 21.08.1948. Звинувачення: під час німецької окупації заступник коменданта української поліції, переховував члена ОУН. Особливою нарадою при МДБ СРСР 10.01.1949 засуджений на 10 років позбавлення волі. Реабілітований 25.11.1993.
- БОГОСЛАВЕЦЬ Михайло Іванович, 1919 р. н., с-ще Солотвин Богородчанського району, українець, освіта початкова. Рядовий 322-го інженерно-будівельного полку. Заарештований 17.07.1942. Звинувачення: проводив антирадянську пропаґанду. Військовим трибуналом 25-ї армії 17.09.1942 засуджений на 10 років позбавлення волі та 5 років пораження в правах. Реабілітований 11.02.1957.
- БОГОСЛАВЕЦЬ Петро Дмитрович, 1915 р. н., с-ще Солотвин Богородчанського району, українець, освіта початкова. Проживав нелеґально. Заарештований 11.04.1947. Звинувачення: вояк УПА (сотня Іскри, 1944), псевдо — Кравець, шив одяг для УПА. Військовим трибуналом військ МВС Станіславської області 21.05.1947 засуджений на 10 років позбавлення волі та 5 років пораження в правах із конфіскацією майна. Реабілітований 21.05.1992.
- БОГОСЛАВЕЦЬ Петро Дмитрович, 1926 р. н., с-ще Солотвин Богородчанського району, українець, освіта початкова. Проживав нелеґально. Заарештований 03.03.1946. Звинувачення: член ОУН, вояк УПА (боївка Орлика, 1946), псевдо — Гуцул. Військовим трибуналом військ МВС Станіслав-ської області 22.08.1946 засуджений на 20 років каторжних робіт і 5 років пораження в правах із конфіскацією майна. Реабілітований 23.04.1993.
- БОГОСЛАВЕЦЬ Петро Іванович, 1922 р. н.,  с-ще Солотвин Богородчанського району, українець, освіта початкова. Проживав нелеґально. Заарештований 28.02.1946. Звинувачення: вояк УПА (курінь Іскри, 1945), псевдо — Цвіркун. Військовим трибуналом військ МВС Станіславської області 14.06.1946 засуджений на 10 років каторжних робіт і 5 років пораження в правах із конфіскацією майна. Реабілітований 09.12.1993.
- БОГОСЛАВЕЦЬ Роман Петрович, 1925 р. н., с-ще Солотвин Богородчанського району, українець, освіта початкова. Проживав нелеґально. Заарештований 29.07.1948. Звинувачення: після перебування на примусових роботах у Німеччині (1942) як агент американської контррозвідки мав зв’язок з ОУН, був переправлений на територію СРСР. Особливою нарадою при МДБ СРСР 25.05.1949 засуджений на 25 років позбавлення волі. Реабілітований 11.12.1992.
- БОДНАРЧУК Анастасія Іванівна, 1927 р. н., с-ще Солотвин Богородчанського району, українка, освіта середня. Проживала нелеґально. Заарештована 12.12.1945. Звинувачення: член ОУН, псевдо — "Квітка", збирала ягоди й фрукти для лікарні УПА. Військовим трибуналом військ МВС Станіславської області 20.03.1946 засуджена на 10 років позбавлення волі. Реабілітована 04.09.199
- ВЕНГЕРЧУК Василь Антонович, 1913 р. н., с-ще Солотвин Богородчанського району, українець, освіта початкова. Проживав у с-щі Солотвин, санітар лікарні. Заарештований 22.10.1944. Звинувачення: 1941-го перебував в українській поліції, перевозив продукти для УПА. Військовим трибуналом військ НКВС Станіславської області 25.12.1944 засуджений на 20 років каторжних робіт із конфіскацією майна. Реабілітований 24.07.1992.
- ВОЛОЧАНСЬКИЙ Іван Іванович, 1916 р. н., с-ще Солотвин Богородчанського району, українець, освіта початкова. Проживав у с-щі Солотвин, селянин. Заарештований 06.02.1945. Звинувачення: член ОУН, псевдо — Сосна, керівник підрайонного проводу ОУН. Військовим трибуналом військ НКВС Станіславської області 13.07.1945 засуджений на 15 років каторжних робіт і 5 років пораження в правах із конфіскацією майна. Реабілітований 09.11.1993.
- ГОГОЛЬ Петро Онуфрійович, 1896 р. н.,  с-ще Солотвин Богородчанського району, укра-їнець, малописьменний. Проживав у с. Заріччя На-двірнянського району, селянин. Заарештований 07.01.1946. Звинувачення: переховував членів ОУН. Військовим трибуналом 38-ї армії 11.05.1946 засу-джений на 7 років позбавлення волі та 5 років пораження в правах із конфіскацією майна. Реабілітований 17.11.1994.
- ДАНИЛЮК Дмитро Миколайович, 1895 р. н., с-ще Солотвин Богородчанського району, українець, освіта початкова. Проживав у с. Раковець, голова сільради. Заарештований 26.12.1948. Звинувачення: інформатор кущового проводу ОУН, зібрав для УПА 6 ц зерна, розповсюджував бофони. Особливою нарадою при МДБ СРСР 08.06.1949 засуджений на 10 років позбавлення волі. Реабілітований 11.05.1992
- ДАШКЕВИЧ Віктор Антонович, 1924 р. н., с-ще Солотвин Богородчанського району, українець, освіта початкова. Проживав у с-щі Солотвин, листоноша. Заарештований 18.06.1947. Звинува-чення: інформатор станичної ОУН. Військовим  трибуналом військ МВС Станіславської області 14.08.1947 засуджений на 10 років позбавлення волі та 5 років пораження в правах із конфіскацією майна. Реабілітований 04.10.1991.
- ДЕРЕВ’ЯНКО Василь Миколайович, 1929 р. н., с-ще Солотвин Богородчанського району, укра-їнець, освіта початкова. Проживав у с-щі Солотвин, зоотехнік. Заарештований 17.06.1947. Звинувачення: збирав продукти для УПА. Військовим трибуналом військ МВС Станіславської області 14.08.1947 засуджений на 10 років позбавлення волі із конфіскацією майна. Реабілітований 04.10.1991.
- ДЕРЕВ’ЯНКО Михайло Миколайович, 1926 р. н., с-ще Солотвин Богородчанського району, українець, освіта неповна середня. Проживав нелеґально. Заарештований 01.04.1945. Звинувачення: вояк УПА, псевдо — "Білий". Військовим трибуналом військ МВС Станіславської області 24.05.1945 засуджений на 15 років позбавлення волі та 5 років пораження в правах. Реабілітований 17.10.1991.
- ДЕРЕВ’ЯНКО Стефан Васильович, 1902 р. н., с-ще Солотвин Богородчанського району, укра-їнець, освіта початкова. Проживав у с-щі Битків Надвірнянського району, кочегар нафтопромислу. Заарештований 31.10.1948. Звинувачення: інформатор ОУН, допомагав воякам УПА продуктами. Особливою нарадою при МДБ СРСР 27.04.1949 засуджений на 10 років позбавлення волі. Реабілітований 22.06.1994.
- ДРЕБОТ Ганна Йосипівна, 1920 р. н., с-ще Солотвин Богородчанського району, українка, освіта початкова. Проживала в с-щі Солотвин, селянка. Заарештована 10.06.1947. Звинувачення: мала зв’язок з ОУН. Військовим трибуналом військ МВС Станіславської області 14.07.1947 засуджена на 6 років позбавлення волі та 5 років пораження в правах  із конфіскацією майна. Реабілітована 04.10.1991.
- ДРЕБОТ Ганна Йосипівна, 1920 р. н., с-ще Солотвин Богородчанського району, українка, освіта початкова. Проживала в с-щі Солотвин, селянка. Заарештована 10.06.1947. Звинувачення: мала зв’язок з ОУН. Військовим трибуналом військ МВС Станіславської області 14.07.1947 засуджена на 6 років позбавлення волі та 5 років пораження в правах із конфіскацією майна. Реабілітована 04.10.1991.
- ДРОГОБИЦЬКИЙ Ярослав Іванович, 1919 р. н., с-ще Солотвин Богородчанського району, українець, освіта неповна середня. Сержант 78-го СП 25-ї СД. Заарештований 16.10.1942. Звинувачення: проводив антирадянську аґітацію. Військовим трибуналом 25-ї СД 26.12.1942 засуджений на 10 років позбавлення волі. Реабілітований 13.10.1995.
- КОБЗЕЙ Євдокія Степанівна, 1913 р. н., с-ще Солотвин Богородчанського району, українка, освіта початкова. Проживала в с-щі Солотвин, селянка. Заарештована 20.07.1947. Звинувачення: виконувала різні доручення свого брата Петра, станичного ОУН (псевдо — Чабан). Військовим трибуналом військ МВС Станіславської області 14.10.1947 засуджена на 10 років позбавлення волі та 3 роки пораження в правах із конфіскацією майна. Реабілітована 31.07.1992.
- КОБЗЕЙ Ольга Петрівна, 1924 р. н., с-ще Солотвин Богородчанського району, українка, освіта неповна середня. Проживала в с-щі Солотвин, селянка. Заарештована 27.02.1946. Звинувачення: збирала продукти для УПА. Військовим трибуналом військ МВС Станіславської області 10.10.1946 засуджена  на 10 років позбавлення волі та 5 років пораження в правах. Реабілітована 18.08.1992.
- КОПАК Федір, 1917 р. н., с-ще Солотвин Богородчанського району, українець, освіта початкова. Проживав нелеґально. Заарештований 11.08.1945. Звинувачення: член ОУН, псевда — "Корченко", Беркут. Військовим трибуналом військ НКВС Станіславської області 22.03.1946 засуджений на 10 років позбавлення волі та 5 років пораження в правах із конфіскацією майна. Реабілітований 05.08.1993.
- КУПЧАК Василь Іванович, 1916 р. н., с-ще Солотвин Богородчанського району, українець, малописьменний. Проживав у с-щі Солотвин, лісоруб. Заарештований 18.06.1947. Звинувачення: зв’язковий УПА. Військовим трибуналом військ МВС Станіславської області 14.08.1947 засуджений на 10 років позбавлення волі із конфіскацією майна. Реабілітований 04.10.1991.
- КУПЧАК Василь Михайлович, 1929 р. н., с-ще Солотвин Богородчанського району, українець, освіта неповна середня. Проживав у с-щі Солотвин, учень. Заарештований 14.03.1949. Звинувачення: збирав продукти для УПА. Військовим трибуналом в/ч 24045 (м. Ужгород) 26.04.1949 засуджений на 25 років позбавлення волі та 5 років пораження в правах із конфіскацією майна. Реабілітований 03.09.1991.
- КУПЧАК Дмитро Романович, 1899 р. н.,  с-ще Солотвин Богородчанського району, українець, малописьменний. Проживав у с-щі Солотвин, лісоруб. Заарештований 18.06.1947. Звинувачення: сприяв УПА, син Юрій — господарчий станичної ОУН. Військовим трибуналом військ МДБ Станіславської області 14.08.1947 засуджений на 10 років позбавлення волі із конфіскацією майна. Реабілітований 04.10.1991.
- КУПЧАК Микола Васильович, 1926 р. н., с-ще Солотвин Богородчанського району, українець, освіта середня. Проживав у с-щі Солотвин, зоотехнік райземвідділу. Заарештований 18.06.1947. Звинувачення: мав зв’язок з ОУН. Військовим трибуналом військ МВС Станіславської області 14.08.1947 засуджений на 10 років позбавлення волі та 5 років пораження в правах із конфіскацією майна. Реабілітований 04.10.1991.
- КУПЧАК Микола Гнатович, 1884 р. н., с-ще Солотвин Богородчанського району, українець, освіта початкова. Проживав у с. Колодіївка Тисменицького району, селянин. Заарештований 18.02.1949. Звинувачення: проводир вояків УПА, псевдо — Гриць. Особливою нарадою при МДБ СРСР 07.09.1949 засуджений на 10 років позбавлення волі. Реабілітований 20.01.1992.
- КУПЧАК Михайло Васильович, 1921 р. н., с-ще Солотвин Богородчанського району, українець, освіта неповна середня. Проживав у с-щі Солотвин, кравець. Заарештований 18.06.1947. Звинувачення: мав зв’язок з ОУН. Військовим трибуналом військ МВС Станіславської області 14.08.1947 засуджений на 10 років позбавлення волі із конфіскацією майна. Реабілітований 04.10.1991.
- КУПЧАК Роман Петрович, 1922 р. н., с-ще Солотвин Богородчанського району, українець, освіта середня. Проживав у с-щі Солотвин, голова ССТ. Заарештований 18.06.1947. Звинувачення: інформатор станичної ОУН. Військовим трибуналом військ МВС Станіславської області 13.08.1947 засуджений на 10 років позбавлення волі та 5 років пораження в правах із конфіскацією майна. Реабілітований 04.10.1991.
- ЛУЧИНСЬКА Ганна Михайлівна, 1924 р. н., с-ще Солотвин Богородчанського району, українка, освіта початкова. Проживала нелеґально. Заарештована 12.12.1945. Звинувачення: член ОУН, псевдо — "Віра", керівниця жіночої сітки станичної ОУН. Військовим трибуналом військ МВС Станіславської області 20.03.1946 засуджена на 10 років позбавлення волі. Реабілітована 04.09.1991.
- ЛУЧИНСЬКА Марія Михайлівна, 1925 р. н.,  с-ще Солотвин Богородчанського району, українка, освіта неповна середня. Проживала нелеґально. Заарештована 19.11.1945. Звинувачення: член ОУН, псевдо — Олеся, збирала лікарські рослини для УПА, кур’єр ОУН. Військовим трибуналом військ МВС Станіславської області 20.04.1946 засуджена на 10 років позбавлення  волі з конфіскацією майна. Реабілітована 25.06.1992.
- ЛУЧИНСЬКИЙ Дмитро Петрович, 1921 р. н., с-ще Солотвин Богородчанського району, українець, освіта неповна середня. Проживав у с-щі Солотвин, кравець. Заарештований 14.03.1947. Звинувачення: збирав гроші для УПА. Військовим трибуналом військ МВС Станіславської області 14.08.1947 засуджений на 8 років позбавлення волі. Реабілітований 04.10.1991.
- ЛУЧИНСЬКИЙ Михайло Петрович, 1927 р. н., с-ще Солотвин Богородчанського району, українець, освіта неповна середня. Леґалізувався. Проживав у м. Ужгород, швець. Заарештований 09.02.1949. Звинувачення: вояк УПА (сотня Гуцула, 1944). Військовим трибуналом в/ч 24045 26.04.1949 засуджений на 25 років позбавлення волі та 5 років пораження в правах із конфіскацією майна. Реабілітований 03.09.1991.
- МАРТИНЕЦЬ Григорій Іванович, 1930 р. н.,  с-ще Солотвин Богородчанського району, українець, освіта незакінчена вища. Проживав у м. Чернівці, студент університету. Заарештований 21.10.1950. Звинувачення: розклеював у Солотвині листівки антирадянського змісту. Військовим трибуналом військ МВС Станіславської області 02.02.1951 засуджений на 25 років позбавлення волі та 5 років пораження  в правах із конфіскацією майна. Реабілітований 28.11.1991.
- МИКУЛЯК Михайло Федорович, 1922 р. н.,  с-ще Солотвин Богородчанського району, українець, освіта початкова. Проживав у с-щі Солотвин, лісник Солотвинського лісництва. Заарештований 20.06.1947. Звинувачення: сприяв УПА. Особливою нарадою при МДБ СРСР 24.01.1948 засуджений  на 5 років позбавлення волі. Реабілітований 14.06.1958.
- МИХАЙЛИШИН Марія Михайлівна, 1897 р. н., с-ще Солотвин Богородчанського району, українка, освіта початкова. Проживала в с-щі Солотвин, селянка. Заарештована 16.09.1947. Звинувачення: переховувала членів ОУН, передала підпіллю 5 м костюмної тканини. Військовим трибуналом військ МВС Станіславської області 14.10.1947 засуджена на 7 років позбавлення волі та 3 роки пораження в правах із конфіскацією майна. Реабілітована 04.08.1992.
- ПАНАСЮК Ганна Михайлівна, 1923 р. н.,  с-ще Солотвин Богородчанського району, українка, освіта початкова. Проживала нелеґально. За-арештована 06.01.1949. Звинувачення: член ОУН, псевда — "Пчілка", "Соня", поширювала націоналістичну літературу. Військовим трибуналом військ МВС Станіславської області 30.04.1949 засуджена  на 25 років позбавлення волі та 5 років пораження в правах. Реабілітована 17.08.1992. (9811 П).
- ПАНАСЮК Марія Михайлівна, 1925 р. н., с-ще Солотвин Богородчанського району, українка, освіта неповна середня. Проживала нелеґально. Заарештована 06.11.1948. Звинувачення: член ОУН, псевдо — Шаріка, кур’єр станичної ОУН. Військовим трибуналом військ МВС Станіславської області 28.01.1949 засуджена на 25 років позбавлення волі та 5 років пораження в правах. Реабілітована 20.08.1993.
- ПАНЕВНИК Володимир Дмитрович, 1921 р. н., с-ще Солотвин Богородчанського району, українець, освіта неповна середня. Проживав у с-щі Солотвин, кравець. Заарештований 20.06.1947. Звинувачення: сприяв ОУН-УПА у зборі грошей. Військовим трибуналом військ МВС Станіславської області 14.08.1947 засуджений на 6 років позбавлення волі та 5 років пораження в правах із конфіскацією майна. Реабілітований 04.10.1991.
- ПЕРЕГІНЕЦЬ Дмитро Іванович, 1923 р. н.,  с-ще Солотвин Богородчанського району, українець, освіта неповна середня. Проживав нелеґально. Заарештований 15.08.1944. Звинувачення: вояк УПА (сотня Іскри, 1944), псевдо — Чумак. Військовим трибуналом військ НКВС Станіславської області 28.10.1944 засуджений до розстрілу, який за-мінено на 10 років позбавлення волі та 5 років пораження в правах із конфіскацією майна. Загинув 17.08.1954 в ув’язненні, місце поховання невідоме. Реабілітований 25.11.1993.
- ПРОКОПИШИНА Антоніна Дмитрівна, 1926 р. н., с-ще Солотвин Богородчанського району, українка, освіта середня. Проживала в с-щі Солотвин, вчителька початкової школи. Заарештована 20.07.1947. Звинувачення: пропаґандистка станичної ОУН. Військовим трибуналом військ МВС Станіславської області 14.10.1947 засуджена на 10 років позбавлення волі та 3 роки пораження в правах із конфіскацією майна. Реабілітована 04.08.1992.
- ПРОКОПИШИНА Марія Дмитрівна, 1926 р. н., с-ще Солотвин Богородчанського району, українка, освіта середня. Проживала в с-щі Солотвин, селянка. Заарештована 20.07.1947. Звинувачення: збирала продукти для УПА, зв’язкова станичної ОУН. Військовим трибуналом військ МВС Станіславської області 14.10.1947 засуджена на 5 років позбавлення волі та 2 роки пораження в правах. Реабілітована 04.08.1992.

- СКРИПНИК Іван Федорович, 1901 р. н., с-ще Солотвин Богородчанського району, українець, освіта початкова. Проживав у с. Манява, завідувач бази рсс. Заарештований 29.10.1948. Звинувачення: постачав із бази білизну для УПА, служив у дивізії «СС-Галичина» (1944). Особливою нарадою при МДБ СРСР 23.04.1949 засуджений на 10 років по-збавлення волі. Реабілітований 24.06.1992.
- СЛУГАЦЬКИЙ Петро Іванович, 1925 р. н.,  с-ще Солотвин Богородчанського району, українець, освіта середня. Проживав у м. Івано-Франківськ, студент духовної семінарії. Заарештований 14.02.1945. Звинувачення: збирав продукти й одяг для УПА, поширював листівки, зберігав націоналістичну літературу. Військовим трибуналом військ НКВС Ста-ніславської області 04.05.1945 засуджений на 10 років позбавлення волі та 5 років пораження в правах з конфіскацією майна. Реабілітований 10.01.1993.

#### Загинули  у збройній боротьбі
- ВОЛОЧАНСЬКИЙ Микола Григорович, 1919 р. н., с-ще Солотвин Богородчанського району, українець, освіта початкова. Рядовий 194-ї авіабази. Заарештований 18.06.1941. Звинувачення: проводив антирадянську аґітацію. Військовим трибуналом Орловського військового округу 29.08.1941 засуджений до розстрілу. Розстріляний 13.09.1941, місце поховання невідоме. Реабілітований 20.02.1996.
- ДРЕБОТ Параска Михайлівна, 1929 р. н., с. Жураки Богородчанського району, українка, освіта неповна середня. Проживала в с-щі Солотвин, вчителька. Заарештована 30.07.1947. Звинувачення: збирала продукти для УПА. Військовим трибуналом військ МВС Станіславської області 11.12.1947 засуджена на 10 років позбавлення волі із конфіскацією майна. Загинула 06.06.1948 в ув’язненні, місце поховання невідоме. Реабілітована 05.08.1993.
- КУЗИШИН Іван Степанович, 1909 р. н., с-ще Солотвин Богородчанського району, українець, освіта початкова. Проживав нелеґально. Заарештований 18.06.1947. Звинувачення: вояк УПА (сотня Холодного, 1947). Військовим трибуналом військ МВС Станіславської області 14.08.1947 засуджений на 25 років позбавлення волі із конфіскацією майна. Загинув 13.12.1947 в ув’язненні, місце поховання невідоме. Реабілітований 04.10.1991.
- БОГОСЛАВЕЦЬ Володимир Миколайович, 1927 р.н., с- ще Солотвин Богородчанського району, стрілець боївки кущової ОУН, Вітер, † 17.03.1948, с-ще Солотвин.
- БОГОСЛАВЕЦЬ Дмитро Васильович, 1919 р.н., с. Заріччя (тепер — у складі с-ща Солотвин Богородчанського району), військовий референт райпроводу ОУН, Боємир, † квітень 1947,
- БОГОСЛАВЕЦЬ Дмитро Миколайович, 1912 р.н., с-ще Солотвин Богородчанського району, стрілець куреня Іскри, † 04.02.1945, ліс біля с. Парище Надвірнянського району.
- БОГОСЛАВЕЦЬ Іван Григорович, 1914 р.н., с-ще Солотвин Богородчанського району, стрілець куреня Іскри, † 04.02.1945, ліс біля с. Парище Надвірнянського району.
- БОГОСЛАВЕЦЬ Михайло Петрович, 1921 р.н., с-ще Солотвин Богородчанського району, стрілець сотні Довбуша, Соловей, † 17.03.1946, с-ще Солотвин.
- БОГОСЛАВЕЦЬ Омелян Васильович, 1912 р.н.,  с. Заріччя (тепер — у складі с-ща Солотвин Богородчанського району), керівник боївки Солотвинського райпроводу ОУН, Лупа, † червень 1947, невідомоБОГОСЛАВЕЦЬ Юлій Васильович, 1921 р.н., с. Заріччя (тепер — у складі с-ща Солотвин Богородчанського району), господарчий референт Солотвинського райпроводу ОУН, Лука, † травень 1947, біля с-ща Солотвин.
- БОГОСЛАВЕЦЬ Юлій Васильович, 1921 р.н., с. Заріччя (тепер — у складі с-ща Солотвин Богородчанського району), господарчий референт Солотвинського райпроводу ОУН, Лука, † травень 1947, біля с-ща Солотвин.
- ВАРВАРУК Марія Миколаївна, 1921 р.н., с-ще Солотвин Богородчанського району, член ОУН, дружина сотенного УПА Холодного, † 14.06.1947, біля с-ща Солотвин, уроч. Хатище.
- ВЕНГЕРЧУК Богдан Миколайович, 1924 р.н., с-ще Солотвин Богородчанського району, охоронець Станіславського окружного проводу ОУН,псевдо "Данко", † 30.11.1949, с. Пороги Богородчанського району.
- ВОЛОЧАНСЬКИЙ Іван Петрович, 1925 р.н., с-ще Солотвин Богородчанського району, стрілець сотні Славка, † 1944, с. Бабче Богородчанського району.
- ГОДОВАНЕЦЬ Василь Іванович, 1921 р.н., с-ще Солотвин Богородчанського району, сотенний УПА, псевдо "Холодний", † 14.06.1947, біля с-ща Солотвин,  уроч. Хатище.
- ГОЛОВІНСЬКА Ольга Степанівна, 1919 р.н,  с-ще Солотвин Богородчанського району, лікар УПА, псевдо "Холера", † 1949, біля с. Стара Гута Богородчанського району.
- ГУМЕНЮК Василь Якович, 1913, с-ще Солотвин Богородчанського району, охоронець надрайпроводу ОУН, Кармелюк, † 29.03.1949, ліс біля с. Росільна Богородчанського району.
- ДУТЧИН Володимир Степанович, 1927, р.н. с-ще Солотвин Богородчанського району, стрілець сотні Листа, пропаґандист райпроводу ОУН, псевдо "Чорноморець", † 1946, невідомо.
- КЕНДЗЬОР Йосип Петрович, 1917 р.н., с-ще Солотвин Богородчанського району, лікар УПА, Баша,  † 14.02.1946, біля с. Богрівка Богородчанського району.
- КУПЧАК Іван Антонович, 1912 р.н., с-ще Солотвин Богородчанського району, стрілець боївки Солотвинського райпроводу ОУН, † 20.02.1948, с. Маркова Богородчанського району.
- КУПЧАК Михайло Федорович, с-ще Солотвин Богородчанського району, вояк УПА, псевдо "Довбуш", † 1944, с-ще Солотвин.
- КУПЧАК Федір Якович, с-ще Солотвин Богородчанського району, стрілець боївки Солотвинського райпроводу ОУН, † 1948 невідомо.
- ЛЯНДЕР Ярослав Васильович, 1921 р.н., с-ще Солотвин Богородчанського району, охоронець крайпроводу ОУН «Захід-Карпати», Гуцул,  † 19.03.1950, біля с. Зелена Надвірнянського району.
- МИКУЛЯК Василь Іванович, 1922 р.н., с-ще Солотвин Богородчанського району, стрілець боївки СКВ, Чорногора, † 17.03.1946, с-ще Солотвин.
- МИХАЛЬЧУК Ганна Дмитрівна, 1927 р.н., с-ще Солотвин Богородчанського району, зв’язкова СКВ, † 14.02.1946, біля с. Богрівка Богородчанського р-ну.
- МУШКЕВИЧ Володимир Євстахійович, 1908 р.н., с-ще Солотвин Богородчанського району, охоронець Різуна, Максим, † 1946, с. Бабче Богородчанського району.
- ТИМОФІЙ Іван Васильович, 1921 р.н., с-ще Солотвин Богородчанського району, стрілець куреня «Дзвони», † 1948, невідомо.
- ФЕДАНКО Володимир Дмитрович, 1924 р.н.,  с-ще Солотвин Богородчанського району, кур’єр УПА, † 09.10.1946, біля с. Манява Богородчанського району.
- ШЕБУНЧАК Іван Васильович, 1921 р.н., с-ще Солотвин Богородчанського району, господарий референт райпроводу ОУН, псевдо "Дунай", † 14.06.1947, біля с-ща Солотвин, уроч. Хатище.
- ШЕБУНЧАК Михайло Васильович, 1922 р.н., с-ще Солотвин Богородчанського району, керівник боївки Солотвинського райпроводу ОУН, псевдо "Степ",  † 14.06.1947, біля с-ща Солотвин, уроч. Хатище.
- ШЕБУНЧАК Степан Васильович, 1924 р.н.,  с-ще Солотвин Богородчанського району, стрілець боївки Солотвинського райпроводу ОУН, Остап, † 14.06.1947, біля с-ща Солотвин, уроч. Хатище.
- ЩЕРБАК Микола Михайлович, 1924, с-ще Солотвин Богородчанського району, стрілець сотні Благого, † 1945, с. Нивочин Богородчанського району.